# Coro Edelweiss 50 anni 1950-2000
Coro Edelweiss 50 anni; 1950-2000 è il quarto album del Coro Edelweiss, uscito nel 2000.
Si tratta della quarta produzione discografica del Coro Edelweiss del C.A.I. di Torino: è stata pubblicata per l'occasione dei 50 anni di attività del coro un doppio CD contenente da un lato un set di nuove registrazioni (Effettuate presso le sale del SERMIG di Torino) e dall'altro una rimasterizzazione in digitale di alcune vecchie registrazioni che ripercorrono la storia del coro; particolarmente suggestiva è la presenza del primo canto registrato ufficialmente dal coro, ovvero "Monte Canino" nel 1950

## Tracce
CD 1 - Brani anni '60
1. Monte Canino - arm. L. Pigarelli
2. Alla Patria - arm. T.C. Edelweiss
3. La povera Emma - arm. Edelweiss
4. Lussia Maria - arm. A. Benedetti Michelangeli
5. Il fucile '91 - arm. Edelweiss
6. Tabachina - arm. Edelweiss
7. Cum Rhonnda - Tradiz Gallese arm. Edelweiss
8. A Turin a la Reusa Bianca - arm. Edelweiss
9. Bonsoir mes amis - arm. L.F. Edelweiss
10. Carolina di Savoia - arm. Edelweiss
11. Chanson de l'Assiette - arm. Edelweiss
12. Deep river - arm. Edelweiss
13. E salta for so pare - arm. A. Pedrotti
14. La Montanara - arm. L. Pigarelli

CD 2 - Brani anno 2000
1. Il contrabbandiere - arm. Edelweiss
2. Doman l'è festa - arm. L. Pigarelli
3. Jolicoeur - arm. A. Janes
4. J'Abbruzzu - arm. Edelweiss
5. Napoleon - arm. A. Agazzani
6. La matina bonora - arm. Edelweiss
7. La testa malcontenta - arm. R. Chailly
8. Vuoi tu venire in Merica - arm. L. Pigarelli
9. Sui monti fioccano - arm. L. Pigarelli
10. Yogueli et Vreneli - arm. Edelweiss
11. L'è ben ver - arm A. Pedrotti
12. Sul ponte di Bassano - arm. L. Pigarelli
13. Vien moretina - arm. A. Benedetti Michelangeli
14. La leggenda della Grigna - arm. V. Carniel